# Vålm

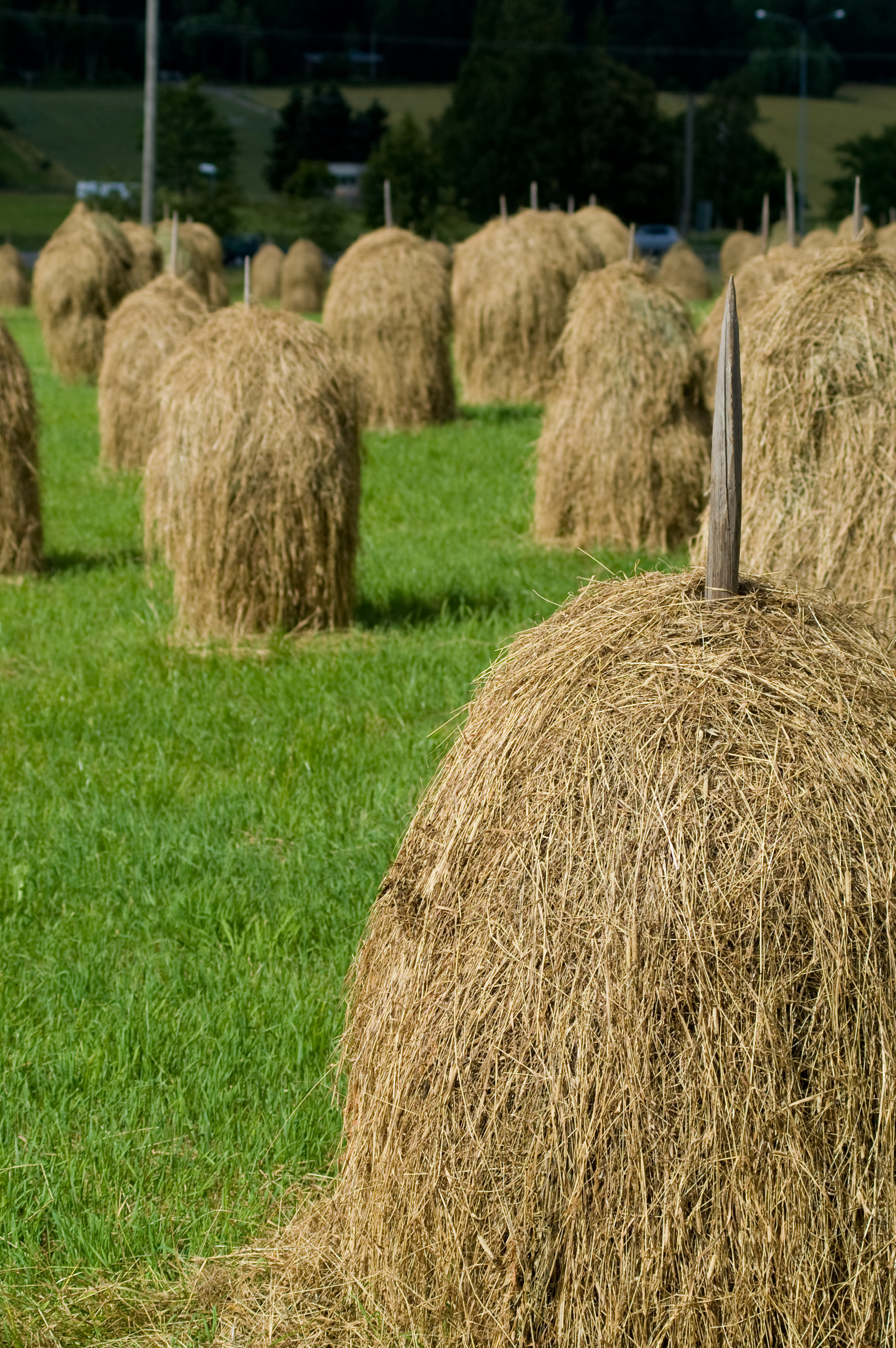
Volmat hö på Kurala bybacke i Åbo.

Vålm (volm) eller höstack är benämningen för en ofta mindre typ av sammanräfsat hö, som därefter placerats på en upprätt stör för torkning. Ordet höstack kan även syfta på (en rund) ansamling av torkat hö i allmänhet, inklusive stackstod (ryttarehässja, rundhässja).

## Form och användning
Höet som ligger på volmen är vålmat (volmat). Vålm är också benämningen på hela anordningen och det hö som ligger på densamma.
Viktigt är att en vålm har ett ansat yttre, inte av utseendemässiga skäl, utan för att regn lätt ska kunna rinna ned utefter ytan och inte tränga ner i höet och därmed förorsaka fukt- och mögelskador. Därför görs stor omsorg vid bland annat toppningen av höstacken, det vill säga uppläggningen av det översta (vattenavvisande) lagret hö. I stören finns hål för korta tvärslåar, som hindrar höet att glida ända till marken och lämnar luft mellan hölagren högre upp.
Användningen av vålmar har i många länder minskat och ersatts av den mer effektiva hässjningen. Och denna har i sin tur, allteftersom den manuella hanteringen av hö mekaniserats, ofta ersatts med någon typ av balning. Alternativt kan höet skulltorkas (torkning med hjälp av inomhusfläkt) eller omvandlas till ensilage.

## Olika ord och torkställningar
En vålm (höstack) är en benämning för en ansamling hö som är uppsatt för torkning ute på fältet, särskilt om ansamlingen är mindre. I delar av Västsverige används uttrycket såte (hösåta; jämför Såtenäs) för samma sak. Stackstoden (ryttare- eller rundhässjan) har en liknande form men är uppbyggd kring en mer komplicerad och oftast mer effektiv torkställning. Stackstoden är också i regel mer högrest.
Liknande, mer eller mindre runda torkställningar av större är även vanliga för andra typer av grödor. Dessa kan på svenska kallas krake, som ofta syftar på en lite större torkställning med någon typ av gröda (säd, ärtor eller hö).